# Aire urbaine de Mayenne
L'aire urbaine de Mayenne est une aire urbaine française centrée sur l'unité urbaine de Mayenne. Composée de 16 communes mayennaises, elle comptait 27 872 habitants en 2013.

## Composition

### Évolution de la composition
- 1999 : 15 communes (dont 3 forment le pôle urbain)
- 2010 : 16 communes (dont 3 forment le pôle urbain)
  - Grazay et Marcillé-la-Ville sont ajoutées à la couronne du pôle (+1)
  - Montreuil-Poulay devient une commune multipolarisée (-1)

## Caractéristiques
D'après la délimitation établie par l'INSEE, l'aire urbaine de Mayenne est composée de 15 communes, toutes situées dans la Mayenne. 
3 des communes de l'aire urbaine font partie de son pôle urbain, l'unité urbaine (couramment : agglomération) de Mayenne.
Les 12 autres communes, dites monopolarisées, sont toutes des communes rurales.
En 1999, ses 25 268 habitants faisaient d'elle la 224e des 354 aires urbaines métropolitaines. 
L’aire urbaine de Mayenne appartient à l’espace urbain de Rennes.
| Département | Communes | Communes (%) | Superficie (km²) | Superficie (%) | Population (1999) | Population (%) |
| ----------- | -------- | ------------ | ---------------- | -------------- | ----------------- | -------------- |
| Mayenne     | 15       | 5,7          | 278,29           | 5,4            | 25 268            | 8,9            |

En 2006, la population s’élevait à 26 361 habitants.